# Sugar Island (Michigan)
Pour les articles homonymes, voir Sugar Island (homonymie).
Sugar Island est une île lacustre de l'État américain du Michigan, située sur la rivière Sainte-Marie à l'extrémité est de la péninsule supérieure entre les États-Unis et la province canadienne de l'Ontario. L'île est entièrement sur le territoire américain et constitue la municipalité (civil township) éponyme de Sugar Island incluse dans le comté de Chippewa. 

## Description
L'île épouse le cours de la rivière et présente une forme allongée sur 25 kilomètres. Selon le recensement de 2000, il y avait 683 personnes vivant sur une superficie de 128 kilomètres carrés.
L'île se situe entre le lac George et le lac Nicolet, simple élargissement de part et d'autre du cours de la rivière, et en amont des îles Neebish (aux Etats-Unis) et Saint-Joseph (au Canada). Pine Island (au Canada) est juste à l'est de sa pointe sud. L'accès des véhicules à l'île se fait uniquement par un service de traversier à son extrémité nord-ouest reliant l'île à Sault Sainte-Marie dans le Michigan.
L'île constituait un différend frontalier canado-américain réglé par le traité Webster-Ashburton signé le 9 août 1842. 
En 1945, Sugar Island a été envisagé comme emplacement possible pour le siège des Nations unies.
L'île possède de vastes zones non aménagées que les communautés indiennes de la tribu des Chippewa considèrent comme faisant partie de leurs terres ancestrales.
La station biologique de l'Université du Michigan exploite la réserve de Chase Osborn, un secteur de 13 kilomètres carrés près de la pointe sud de l'île, réserve nommée en l'honneur d'un ancien gouverneur du Michigan, résident de l'île.

## Source
- (en) Cet article est partiellement ou en totalité issu de l’article de Wikipédia en anglais intitulé « Sugar Island (Michigan) » (voir la liste des auteurs).